# San Jose (Romblon)
San Jose é um município de  quinta classe de renda municipal (d) na província Romblon, nas Filipinas. De acordo com o censo de 1 de maio  de  2020 possui uma população de 11 759 pessoas e 2 832 domicílios.